# تيموثي هوتون
تيموثي هوتون (بالإنجليزية: Timothy Hutton)‏ (و. 1960 – م) هو ممثل، ومخرج سينمائي، وممثل تلفزيوني، من الولايات المتحدة الأمريكية، ولد في ماليبو، كاليفورنيا.

## جوائز وترشيحات
حصل على جوائز منها:
- جائزة الأوسكار لأفضل ممثل مساعد، عن عمل: أناس عاديون (1980).

ترشح لـ:
- جائزة الأوسكار لأفضل ممثل مساعد، عن عمل: أناس عاديون.

## وصلات خارجية
- تيموثي هوتون على موقع IMDb (الإنجليزية)
- تيموثي هوتون على موقع الموسوعة البريطانية (الإنجليزية)
- تيموثي هوتون على موقع ألو سيني (الفرنسية)
- تيموثي هوتون على موقع تيرنر كلاسيك موفيز (الإنجليزية)
- تيموثي هوتون على موقع أول موفي (الإنجليزية)
- تيموثي هوتون على موقع قاعدة بيانات برودواي على الإنترنت (الإنجليزية)
- تيموثي هوتون على موقع قاعدة بيانات الأفلام السويدية (السويدية)
- تيموثي هوتون على موقع إن إن دي بي (الإنجليزية)
- تيموثي هوتون على موقع قاعدة بيانات الفيلم (الإنجليزية)
- تيموثي هوتون على موقع كينوبويسك (الروسية)